# Damir Šolman
Damir Šolman, né le 7 septembre 1948 à Zagreb (république socialiste de Croatie) et mort le 2 mai 2023, est un joueur yougoslave de basket-ball, évoluant au poste d'ailier.

## Carrière

### Palmarès
- Finaliste des Jeux olympiques 1968
- Finaliste des Jeux olympiques 1976
- Champion du monde championnat du monde 1970
- Finaliste du championnat du monde 1974
- Finaliste du championnat d'Europe 1969
- Champion d'Europe 1973
- Champion d'Europe 1975